# Zubair Butt Hussain
Zubair Butt Hussain (født i Rødovre) er en dansk muslim og samfundsdebattør med dansk-pakistansk baggrund, der tidligere har været talsmand for Muslimernes Fællesråd og Muslimer i Dialog. Det sidstnævnte er en forening, der blev etableret af en udbrydergruppe fra Minhaj-ul-Quran.

## Baggrund
Hussain er født i Rødovre af forældre, der stammer fra Kashmir. Han er vokset op i Smørum og uddannet som cand.polit. fra Københavns Universitet. Han er ansat som økonom i Sundhedsstyrelsen.
Hussain har været bestyrelsesmedlem i Det Udenrigspolitiske Selskab og fungeret som skribent på Jyllands-Posten og Information.

## Samfundsdebattør
Hussain er en aktiv samfundsdebattør, foredragsholder og debatskribent og har gennem mange år deltaget i diskussioner, bl.a. om ytringsfrihed, både i sin tidligere rolle som talsmand for Muslimernes Fællesråd og senere. Han er fortaler for en inkluderende form for danskhed, der indebærer, at hvis man vil Danmark og vil samfundet og dets normer, så er man dansk. Han frygter, at den megen fokus på religion i den danske integrationsdebat har betydet, at mange, som ellers har følt sig danske fra barnsben af, er blevet fremmedgjort. Han har også været aktiv i den offentlige debat med bl.a. opfordringer til aktivt at bekæmpe antisemitisme og terrorisme.
Hussain deltog som talsmand for Muslimernes Fællesråd sammen med imam Abdul Wahid Pedersen og andre danske muslimer i et møde med den daværende iranske præsident Mahmoud Ahmadinejad, da Ahmadinejad var i København i forbindelse med klimatopmødet 2009. Hussain udtalte ved den lejlighed, at: "Jeg gjorde mig mine overvejelser om at deltage, for man kan ikke just sige, at jeg er enig med manden - for eksempel, hvad angår holocaust eller behandlingen af studenterne, som demonstrerer i Teheran. Men jeg er debattør og har også siddet med alle fløje i Danmark uden at blive hverken Dansk Folkepartimand eller medlem af Enhedslisten. Jeg ville gerne høre fra Ahmadinejad, hvilket billede han egentlig har af mit Danmark". Hussain havde ikke selv taletid ved mødet, som han kaldte ret kort, og han kunne ikke kommunikere direkte med præsident Ahmadinejad, som kun taler det iranske sprog farsi, men talte med et engelsktalende medlem af den iranske stab. Efterfølgende krævede Dansk Folkepartis Martin Henriksen, at man straffede Muslimernes Fællesråd ved at straffe organisationen økonomisk, fordi Henriksen mente at det var "kritisabelt", at Hussain ikke havde taget ordet og lagt afstand til den iranske præsident.
Efter terrorangrebene i København 2015 stod Hussain i spidsen for et pressemøde, hvor Dansk Islamisk Råd sammen med andre islamiske organisationer tog stærkt afstand fra terrorangrebene og opfordrede til sammenhold blandt danskerne og til at værne om det samfund, vi lever i. Hussain sagde, at hændelserne vakte væmmelse og afsky, og "At der findes afstumpede eksistenser blandt danske muslimer, det er ikke anderledes end blandt andre grupper i samfundet. Men ingen her finder hjemmel i religionen til at gøre sådan noget."
På spørgsmål om Hussain undgår specielle islamiske arrangementer og omgangskreds for ikke at komme i klemme i offentligheden, svarede han:
”Ja, der er moskeer, jeg bevidst undgår. Enten fordi de aktivt selv har markeret sig i debatten, eller fordi de er blevet hængt ud af medierne og nogle politikere. Det betyder også, at der er begravelser og arrangementer i det muslimske miljø i Danmark, som jeg bare ikke tør deltage i, hvilket er utrolig sørgeligt. Men når man først har været i den offentlige mølle og blevet stemplet af en håndfuld politikere, ja så er det svært at vaske det prædikat af sig”.
Hussain har også argumenterer for, at der skulle være et rum at bede i ved landets gymnasier.

## Injuriesag mod Karen Jespersen
Den daværende velfærdsminister Karen Jespersen kritiserede i slutningen af 2008 og starten af 2009 Københavns Kommune for at samarbejde med Muslimernes Fællesråd og beskyldte dets talsmænd, Zubair Butt Hussain og Abdul Wahid Pedersen, for at gå ind for stening og for at være ekstremister. Det fik Hussain til at sagsøge ministeren for injurier. Københavns Byret fandt det i oktober 2010 injurierende, at Jespersen beskyldte Hussain for at gå ind for stening, og idømte hende fire dagbøder á 250 kroner og betaling af en erstatning til Hussain på 10.000 kr. som følge af beskyldningen om stening, mens dommen ikke fandt det æreskrænkende, at hun brugte betegnelsen "ekstremist" om Hussain, og frikendte hende på dette punkt.
Sætningen, som byretten dømte ubeføjet og dermed som en overtrædelse af straffeloven, stod i Berlingske den 20. februar 2009 og lød: "»For mig handler det her primært om, at jeg er kritisk i forhold til en organisation, der er repræsenteret af personer, som går ind for stening og undertrykkelse af kvinder. Det er sådan, jeg forstår ekstremisme,« fastslår hun [Karen Jespersen]". Få linjer forinden havde hun nævnt såvel Wahid Pedersen som Hussain ved navn.
Efter dommen udtalte Karen Jespersen: "Jeg har ikke på noget tidspunkt sagt - og der findes ikke noget citat, hvor jeg siger - at Zubair Butt Hussain går ind for stening. Jeg har kun konstateret, at han ikke vil tage afstand til stening. Andet har jeg ikke sagt og det er med velberåd hu. Derfor ender dommen i denne her mærkværdige situation, at man kender en sætning "ubeføjet", hvor han slet ikke er nævnt," og fortsatte: "For mig handler det her primært om, at jeg er kritisk i forhold til en organisation, der er repræsenteret af personer, som går ind for stening og undertrykkelse af kvinder. Det er sådan, jeg forstår ekstremisme".
Efter domsafsigelsen udtalte Hussain: "At man så kan kalde folk for ekstremister efter forgodtbefindende, betyder vel, at der så er åbnet op for, at man kan bruge det efter behag om folk, som deltager i samfundsdebatten. Det er en uheldig udvikling".
I juli 2011 stadfæstede Østre Landsret byrettens afgørelse. Efter domsafsigelsen i landsretten udtalte Hussain denne gang: "Hun siger, at hun har kaldt mig ekstremist i forhold til Politikens Nudansk Ordbog, og der siger definitionen ikke, hvad man er er ekstrem inden for. Og der er det rigtigt, at jeg er ekstremt demokratisk anlagt, jeg går i ekstremt grad ind for vores frihedsrettigheder og så fremdeles".
Hussain måtte selv betale sine sagsomkostninger, mens staten betalte alle Karen Jespersens udgifter i forbindelse med retssagen, eftersom hendes udtalelse var faldet, mens hun var minister. Efterfølgende samlede en støttegruppe bestående af Butts meningsfæller, med Zenia Stampe i spidsen, ind til at dække udgifterne. Indsamlingen fik bl.a. økonomisk støtte og opbakning fra de tidligere udenrigsministre Uffe Ellemann og Mogens Lykketoft, tidl. PET-chef Hans Jørgen Bonnichsen, der alle har været politiske modstandere af Karen Jespersen, samt tidligere formand for Advokatrådet Sys Rovsing og forfatteren og sejleren Troels Kløvedal.
I 2015 opfattede Venstres civilretsordfører Preben Bang Henriksen sagen som "et glimrende eksempel på" et "misforhold" i styrkeforholdet mellem borgere og staten i retssager og foreslog at ændre retsplejeloven for at styrke borgerne økonomisk i sager, hvor modparten er kammeradvokaten sådan at i tilfældet af at en borger vinder en sag mod staten, skal borgeren tilkendes et større beløb, hvorimod borgeren skal betale et mindre beløb ved et nederlag.